# 新谷駅
新谷駅（にいやえき）は、愛媛県大洲市新谷にある四国旅客鉄道（JR四国）の駅である。
当駅を境に内子・伊予市方面は内子線、伊予大洲方面は予讃線（新線）と路線名称が分かれるが、運行系統上は分かれておらず全ての列車が相互に直通し、駅番号（U13）も共有となっている。
また、当駅の所属線は内子線である。かつて内子線が五郎駅から分岐しており、その後伊予大洲 - 新谷間が予讃線として開通したためである（五郎 - 新谷間は廃止）。

## 歴史
- 1920年（大正9年）5月1日：愛媛鉄道の駅として開設[4]。当時は762mm軌間。
- 1933年（昭和8年）10月1日：愛媛鉄道が国有化され、鉄道省内子線の駅となる[3]。
- 1935年（昭和10年）10月6日：軌間を1067mmに改軌すると共に、新谷 - 若宮連絡所（現・伊予若宮信号場付近）を廃止、新谷 - 五郎間開業[4]。
- 1963年（昭和38年）4月1日：業務委託駅となる（日本交通観光社に委託）[5]。
- 1970年（昭和45年）4月1日：貨物取扱廃止[3]。
- 1971年（昭和46年）11月6日：荷物扱い廃止[6]。無人駅化[7]。
- 1983年（昭和58年）9月1日：五郎駅寄りに200mの位置に移転[8]。
- 1986年（昭和61年）3月3日：予讃線伊予大洲 - 伊予若宮信号場 - 新谷間開業、新谷 - 五郎間廃止[4]。
- 1987年（昭和62年）4月1日：国鉄分割民営化により、四国旅客鉄道が承継[3][4]。

## 駅構造

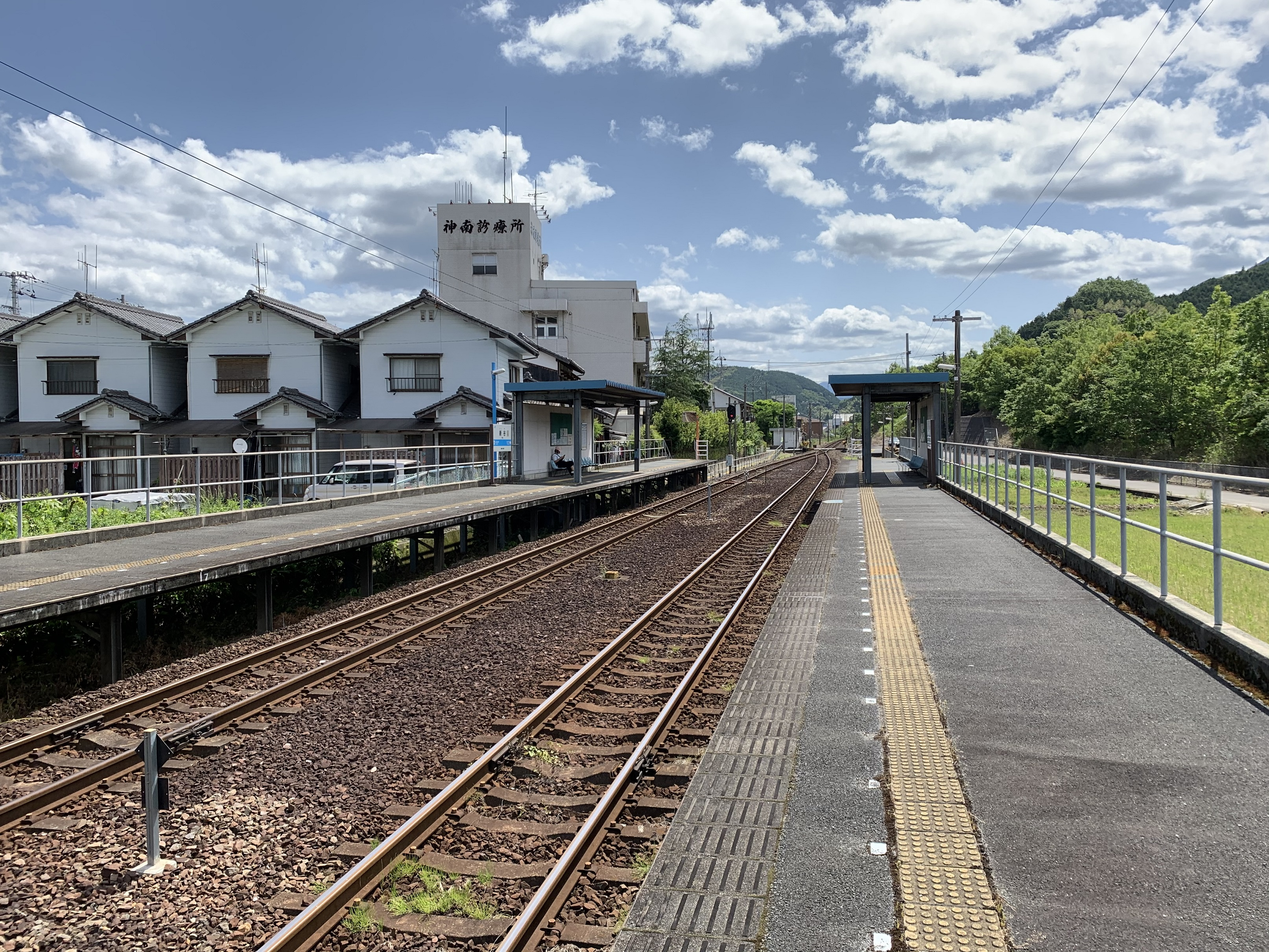
ホーム（2020年5月）

地上駅。相対式ホーム2面2線を有するが、Y字分岐のため上下共に進入速度が60km/hに制限されている。駅舎は無く無人駅のため駅員も配置されていない。駅東方の踏切を挟んで上下線の出入口が別々にあり、各ホームへは線路に沿って通路を少し歩く。
予讃線の短絡線となる前の駅は、現駅東方の踏切を挟んだ内子側にあった。木造駅舎が線路の北側にあり、1面2線の島式ホームでホーム上に待合所があった。駅舎からホームへは線路を渡りスロープで直接上がるようになっていた。1971年の無人化以降、簡易委託駅となり、駅近くの商店で近距離乗車券を販売していたが、現在ではその当該商店も既に閉店しており、販売も行われていないようである。

### のりば
| のりば | 路線            | 方向 | 行先                         |
| ------ | --------------- | ---- | ---------------------------- |
| 1      | ■内子線・予讃線 | 上り | 内子・松山方面               |
| 2      | ■予讃線         | 下り | 伊予大洲・八幡浜・宇和島方面 |

## 駅周辺
- 帝京第五高等学校
- 大洲市立新谷中学校
- 大洲市立新谷小学校（新谷陣屋）
- 新谷郵便局
- 国道56号
- 松山自動車道大洲料金所（本線料金所）

### 銀河鉄道999の始発駅
新谷駅のある大洲市新谷地区は、漫画家・松本零士が戦時中の疎開で幼少期を過ごした場所であり、当時、時計台を備えていた旧新谷駅や、沿線を走る蒸気機関車を見た記憶が代表作「銀河鉄道999」の誕生に影響を受けたと語っている。新谷地区の団体「新谷一万石まちおこしの会」は、松本を招き、新谷を「銀河鉄道999の始発駅」とする出発式などの町おこしイベントを開催している。駅前の通りは「999通り」と名づけられている。また、地区内には松本の作品をモチーフとしたモニュメントやキャラクターの像が建立されている。

## 隣の駅
四国旅客鉄道（JR四国）
■内子線
喜多山駅 (U12)  - 新谷駅 (U13) 
■予讃線（新線）
新谷駅 (U13)  - （伊予若宮信号場） - 伊予大洲駅 (U14)

### かつて存在した路線
日本国有鉄道
内子線（廃止区間）
五郎駅 - 新谷駅